# Морвег
Морвег (нем. Moorweg) — община в Германии, в земле Нижняя Саксония.
Входит в состав района Виттмунд. Подчиняется управлению Эзенс. Население составляет 896 человек (на 31 декабря 2010 года). Занимает площадь 18,65 км².
Коммуна подразделяется на 5 сельских округов.
| Год  | Население |
| ---- | --------- |
| 1990 | 862       |
| 1995 | 872       |
| 2000 | 898       |
| 2005 | 885       |
| 2010 | 880       |